# Omkostnad
Omkostnad, eller indirekt kostnad, är en kostnad som inte direkt kan hänvisas till en specifik kostnadsbärare. Begreppet används bland annat inom kalkylering och bokföring. Dess motsats är en direkt kostnad.
Omkostnader behöver vid kostnadskalkylering fördelas till produkter eller tjänster genom någon typ av fördelning, oftast i relation till de direkta kostnaderna för produkterna.

## Översikt
Vad som räknas som direkt och indirekt kostnad kan variera beroende på verksamhet och perspektiv. Exempel på omkostnader, med tillverkande företag i fokus, kan vara:
- Materialomkostnader (MO): Exempelvis inköpsomkostnader, lagerkostnader och svinn. För handelsföretag kallas dessa ofta för varuomkostnader istället.
- Tillverkningsomkostnader (TO): Kan vara lokalkostnader, räntekostnader, energi och andra kostnader som kan vara svåra att fördela på tillverkade produkter direkt.
- Administrativa omkostnader (AO): Kostnader för bokföring och ledning, med mera. Den här typen av omkostnader uppstår i alla företag.
- Försäljningsomkostnader (FO): Bland annat marknadsanalys, marknadsföring och försäljning. Även denna typ av kostnader uppstår i alla företag.
- Affärsomkostnader (AFFO): Samlingsbegrepp för AO och FO tillsammans.